# Thecla aunus
Thecla aunus är en fjärilsart som beskrevs av Pieter Cramer 1775. Thecla aunus ingår i släktet Thecla och familjen juvelvingar. Inga underarter finns listade i Catalogue of Life.